# Žegrova
Žegrova (en serbe cyrillique : Жегрова) est un village de Serbie situé dans la municipalité de Kuršumlija, district de Toplica. Au recensement de 2011, il comptait 29 habitants.

## Géographie
Žegrova est un village situé à 3 km du Kosovo, à 662 m d'altitude. Les hivers y sont très froids, avec une température qui peut atteindre −15 °C, et les étés très chauds, avec une température qui peut s'élever à 35 °C.
Le territoire du village est très vallonnés.

## Habitants
À Žegrova, les habitants soit sont à la retraite, soit vendent du bois soit vont à l'école. Cela signifie qu'il y a trois générations dans ce village. Tous les habitants sans exception possèdent des animaux dans leur ferme et tous pratiquent l'agriculture.    

## Démographie
| 1948 | 1953 | 1961 | 1971 | 1981 | 1991 | 2002 | 2011 |
| ---- | ---- | ---- | ---- | ---- | ---- | ---- | ---- |
| 285  | 317  | 288  | 186  | 118  | 79   | 49   | 29   |

|  |